# The Hidden Treasure
Pour plus de détails, voir Fiche technique et Distribution.
The Hidden Treasure  (ou The Philanderings of Puddlefoot Pete) est un film muet américain réalisé par Wallace Reid et Allan Dwan (non crédité) et sorti en 1912.

## Fiche technique
- Titre original : The Hidden Treasure
- Autre titre : The Philanderings of Puddlefoot Pete
- Réalisation : Wallace Reid, Allan Dwan (non crédité)
- Scénario :
- Photographie :
- Montage :
- Producteur :
- Société de production : American Film Manufacturing Company
- Société de distribution : Film Supply Company
- Pays d'origine :  États-Unis
- Langue : film muet avec les intertitres en anglais
- Format : Noir et blanc — 35 mm — 1,33:1 — Muet
- Genre : Comédie dramatique
- Durée :
- Dates de sortie : 
  -  États-Unis : 30 novembre 1912
  -  Royaume-Uni : 22 janvier 1913

## Distribution
- Edward Coxen : Puddlefoot Pete
- Wallace Reid : Bill Binks
- Lillian Christy : l'épouse de Bill
- Randolph Grey :